# John Oswald (compositore)
John Oswald (Kitchener, 30 maggio 1953) è un compositore, sassofonista e artista canadese.
Viene ricordato per aver inventato il termine plunderphonics (traducibile in "saccheggiofonia"), che indica la tecnica di fare musica ricavandola da dischi pubblicati.

## Biografia
Dopo aver studiato musica d'avanguardia con Murray Schafer e Barry Truax nella Simon Fraser University e con David Rosenboom, Casey Sokol, Richard Teitelbaum, e James Tenney nella York University, Oswald esordì come musicista suonando il sassofono e componendo jazz d'avanguardia durante la seconda metà degli anni settanta.
Nonostante il concetto e stile "plunderphonics" sia stato maturato da Oswald durante gli anni ottanta, il brano Power, realizzato nel 1975, lo anticipava. Questa traccia, forse una delle più note del musicista, incrocia la registrazione delle chitarre suonate dai Led Zeppelin con quella di un'esortazione appassionata di un evangelista americano.
Nel 1980, Oswald fondò il Mystery Tapes Laboratory, che pubblicava musica su cassetta senza nome e attribuzione.
Una delle sue prime opere "saccheggiofoniche" è Plunderphonics EP, uscita nel 1988 e contenente quattro brani distorti di altri musicisti (Elvis Presley, Count Basie, Dolly Parton, e Igor Stravinsky).
Nel 1989 pubblicò Plunderphonics, versione estesa dell'omonimo EP che presenta fra gli altri musicisti citati i Beatles, Beethoven, Liszt, James Brown, i Public Enemy e Michael Jackson. In seguito a due azioni legali da parte di quest'ultimo, che accusò Oswald di aver violato il copyright della sua traccia Bad (riprodotta nel brano Dab) e di aver abusato della sua immagine per la copertina (raffigurante il volto del cantante posto su un nudo femminile), molte copie di Plunderphonics vennero distrutte.
Nel 1993 Oswald pubblicò Plexure, ambizioso mini album basato sulle registrazioni tratte da oltre mille brani di altri musicisti.
Durante l'anno seguente uscì Grayfolded, un doppio album commissionato dai Grateful Dead contenente brani ricavati da cento diverse registrazioni del loro singolo Dark Star. L'opera ricevette il plauso da parte della stampa e della critica.
I musicisti con i quali ha collaborato includono i Kronos Quartet, gli Array Music, Henry Kaiser e Toshinori Kondo.
Parallelamente a quella musicale, Oswald ha intrapreso a parte una carriera artistica. Le sue opere, a volte rappresentate in formato video, sono soprattutto collage di fotografie.

## Stile musicale
Oswald è noto per aver coniato il termine "plunderphonics" ("saccheggiofonia"), parola che indica una citazione di un noto brano musicale. Secondo Oswald, la manipolazione sonora di un noto brano di musica pop è composta da un insieme di plunderphonics:
 Attenendosi a questo criterio compositivo ispirato in parte al concetto di "cut up" dello scrittore William Borroughs, l'artista canadese ha "trasformato il sampling in una forma di iconoclastia digitale, disintegrando letteralmente gli idoli pop", questo alterando brani di vari artisti in maniera "convulsa, grottesca e informe".
Oltre a comporre opere basate sulla "saccheggiofonia", Oswald si è cimentato nel post jazz, come confermano le opere degli esordi, nonché musica acustica, per orchestra, e alcuni balletti (molti dei quali contenuti nel suo Discosphere).

## Discografia parziale
- 1978 – Improvised (con Henry Kaiser)
- 1978 – Moose And Salmon (con Toshinori Kondo ed Henry Kaiser)
- 1988 – Plunderphonics (EP) (non in vendita)
- 1989 – Plunderphonics (non in vendita)[5]
- 1991 – Discosphere
- 1993 – Plexure (mini album)
- 1994 – Grayfolded (con i Grateful Dead)
- 1994 – Acoustics (con Henry Kaiser, Mari Kimura e Jim O'Rourke)
- 2000 – Bloor (con David Prentice)
- 2001 – Plunderphonics 69/96  (antologia)
- 2003 – Aparanthesi
- 2006 – Number Nine (con Michael Keith e Roger Turner)